# Seve Ballesteros
Severiano „Seve” Ballesteros Sota (ur. 9 kwietnia 1957 w Pedreña, zm. 7 maja 2011 tamże) – hiszpański profesjonalny golfista.
W swojej karierze wygrał 91 turniejów i zajmował pierwsze miejsce w rankingu golfistów na świecie. Dwukrotny zwycięzca Masters Tournament i trzykrotny brytyjskiego The Open Championship.